# (464337) 2016 AC113
(464337) 2016 AC113 es un asteroide perteneciente al cinturón de asteroides, descubierto el 29 de diciembre de 2011 por el equipo Spacewatch desde el Observatorio Nacional de Kitt Peak (Arizona, Estados Unidos).